# Cloud Native Computing Foundation

Logo

Die Cloud Native Computing Foundation (CNCF) wurde 2015 gegründet und ist ein Projekt der Linux Foundation um Cloud Computing, Microservices und Containervirtualisierung zu fördern. Stand 2023 sind in der CNCF über 600 Hersteller und Betreiber zusammengeschlossen, u. a. Amazon Web Services, Alibaba Cloud, Apple, Google, Twitter, Microsoft, Red Hat, OVH und VMware.

## Projekte
Die Cloud Native Computing Foundation betreut und bewertet Open-Source-Projekte hinsichtlich ihres Beitrags zum Cloud-native Computing in Reifegraden. Projekte beginnen in der Phase „sandbox“, werden in der Phase „incubating“ weiter entwickelt, um dann als fertige Projekte („graduated“) geführt zu werden. Die bekanntesten Projekte im Reifegrad „graduated“ sind Kubernetes, eine Plattform zur Container-Orchestrierung, das Monitoringtool Prometheus und Envoy.

### Graduated Projekte
Mit Stand April 2025 befinden sich folgende Projekte im Graduated-Zustand:
| Name              | Typ                                                     | Website |
| ----------------- | ------------------------------------------------------- | ------- |
| Argo              | Continuous Delivery, GitOps                             |         |
| cert-manager      | Zertifikatsverwaltung                                   |         |
| Cilium            | Rechnernetz                                             |         |
| CloudEvents       | Event-Spezifikation                                     |         |
| containerd        | Containerlaufzeit                                       |         |
| CoreDNS           | DNS und Service-Discovery                               |         |
| CRI-O             | Containerlaufzeit                                       |         |
| CubeFS            | Storage                                                 |         |
| Dapr              | Laufzeitumgebung                                        |         |
| Envoy             | Service-Proxy                                           |         |
| etcd              | Schlüssel-Werte-Datenbank                               |         |
| Falco             | Laufzeitsicherheit                                      |         |
| Fluentd           | Logging                                                 |         |
| Flux              | Continuous Delivery, GitOps                             |         |
| Harbor            | Containerregistry                                       |         |
| Helm              | Paketverwaltung                                         |         |
| in-toto           | Framework zum Sicherstellen der Lieferketten-Integrität |         |
| Istio             | Service-Mesh                                            |         |
| Jaeger            | Ablaufverfolgung                                        |         |
| Keda              | Ereignisgesteuerte Komponente zum Autoscaling           |         |
| KubeEdge          | Edge-Computing-Framework                                |         |
| Kubernetes        | Container-Orchestrierung                                |         |
| Linkerd           | Service-Mesh                                            |         |
| Open Policy Agent | Compliance                                              |         |
| Prometheus        | Monitoring                                              |         |
| Rook              | Storage                                                 |         |
| SPIFFE            | Identity Framework                                      |         |
| SPIRE             | Implementierung von SPIFFE                              |         |
| TUF               | Security                                                |         |
| TiKV              | Schlüssel-Werte-Datenbank                               |         |
| Vitess            | MySQL-Datenbank                                         |         |